# Relationer mellan Nya Zeeland och Sverige
Relationer mellan Nya Zeeland och Sverige är de diplomatiska förbindelserna mellan Nya Zeeland och Sverige. I nuläget (2015) används inga ambassader för att bedriva diplomatin. Nya Zeeland hade dock en ambassad i Stockholm som stängdes igen den 1 juli 2012 och Sverige hade tidigare en ambassad i Wellington.
De politiska förbindelserna beskrivs dock (2013) som goda.

### Fotnoter
1. ↑  ”The New Zealand Embassy in Stockholm closed with effect from 1 July 2012.” (på engelska). New Zealand Foreign Affairs & Trade. 16 mars 2012. Arkiverad från originalet den 5 oktober 2015. https://web.archive.org/web/20151005175331/http://www.nzembassy.com/sweden. Läst 13 februari 2015.
2. ↑  ”Landfakta: Nya Zeeand”. Sveriges ambassad i Canberra. 20 december 2013. sid. 7. http://www.swedenabroad.com/ImageVaultFiles/id_17217/cf_347/131220Landfakta_Nya_Zealand_2013.PDF. Läst 13 februari 2015.